# أصغر دولة في العالم: جنوب السودان
أصغر دولة في العالم: جنوب السودان (بالإنجليزية: The World's Youngest Nation: South Sudan)‏، هُو فيلم وثائقي جنوب سوداني صدر سنة 2012 وأخرجه المُخرج فيكتور بيزنتي.

## وصلات خارجية
- أصغر دولة في العالم: جنوب السودان على موقع IMDb (الإنجليزية)